# Fredrikstad
Fredrikstad es una ciudad y municipio de la provincia de Østfold, Noruega. Con una población de 85.862 habitantes según el censo de 2025, Fredrikstad es la mayor ciudad de Østfold y la sexta ciudad noruega más poblada.
Forma una conurbación con la vecina ciudad de Sarpsborg conocida como Fredrikstad/Sarpsborg, que aglutinaba 107 920 habitantes en 2015, con lo que es la quinta mayor área metropolitana de Noruega.
Su casco histórico es una de las ciudades fortificadas mejor conservadas de Europa del Norte. La ciudad, fundada en 1567 por Federico II, tuvo en sus inicios una importancia defensiva para Noruega, y en los albores del siglo XX se convirtió en uno de los mayores centros industriales del país, siendo sus principales ramas la madera, la construcción naval, y actualmente la industria química y otras industrias ligeras.
Es también una de las 11 sedes episcopales de la Iglesia de Noruega.

## Historia
Fredrikstad fue fundada en 1567 por el rey Federico II como una reconstrucción de la ciudad de Sarpsborg que había sido incendiada por los suecos durante la Guerra Nórdica de los Siete Años. La nueva ciudad se localizaba 15 km al sur de la original, en la desembocadura del río Glomma. Su cercanía al mar y los terrenos planos y abiertos a su alrededor hacían más efectiva su defensa.
En un principio fue llamada Sarpsborg, pero su nombre fue cambiado a Fredrikstad en 1569.
Durante la Guerra de Torstensson (1644-1645) entre Suecia y Dinamarca-Noruega, se levantó una fortificación temporal en la ciudad. En la década de 1660 esa fortificación se hizo permanente, cuando inició la construcción de la fortaleza de Fredrikstad por Willem Coucheron. De esa manera, la ciudad cobró importancia estratégica para defender Noruega por el sureste. Pese a ello, su población se mantuvo en un escaso número. En 1635, se fundó un suburbio en la ribera occidental del Glomma, Vestsiden, cuya población creció más rápido que la parte vieja y en poco tiempo se convirtió en el centro de gravedad demográfico. La mayoría de los edificios de la ciudad vieja fueron destruidos por un incendio en 1764.
Durante la fase noruega de la Gran Guerra del Norte, el almirante Peder Tordenskjold mantuvo su flota en Fredrikstad para enfrentar a los suecos.
En la Guerra Sueco-Noruega de 1814, la ciudad fue atacada y su fortaleza capituló el 4 de agosto de ese mismo año.
En 1860 se abolieron los privilegios de aserradero, una medida instaurada en el siglo XVII por el gobierno absolutista que limitaba y controlaba estrictamente la explotación de madera. Con la abolición se inició un importante crecimiento para Fredrikstad, que se volcó en la industria de la madera, lo que le valió el sobrenombre de "la ciudad de las tablas". A principios del siglo XX decayó la exportación de madera, y la economía de la ciudad se diversificó hacia otras industrias, como la de ladrillos, de materiales pétreos y, a la construcción naval, gracias a su gran astillero. En un tiempo relativamente corto Fredrikstad se transformó de una pequeña ciudad comercial y naviera en uno de los mayores centros industriales de Noruega.

## Clima
En el transcurso del año la temperatura puede variar entre los −5 °C y los 21 °C. Esporádicamente la temperatura está por debajo de los −14 °C o por encima de los 25 °C. Los meses más templados son entre mayo y septiembre y los meses más fríos están entre noviembre y marzo. La temperatura anual promedio es de 12 °C.
Aproximadamente, durante siete meses del año, Fredrikstad tiene una probabilidad mayor al 30% de presentar precipitaciones, siendo el mes con más nieve, enero, mientras el mes más lluvioso es octubre. Los cuatro meses restantes se identifican como una temporada más seca, siendo el mes con menos lluvias, febrero.
Fredrikstad es una de las ciudades de Noruega más afectadas por las inundaciones urbanas y ha tenido varios casos legales asociados a los impactos de las lluvias e inundaciones.En un periodo menor a tres años, se observaron eventos extremos de lluvias, eventos que tendrían un periodo de retorno de más de cincuenta años.  Estas fueron observadas en diciembre de 1999, agosto de 2000, octubre de 2000 y septiembre de 2002.En particular el evento de septiembre de 2002, representó una cantidad de lluvia que no se observaba en un siglo.

## Gobierno y política

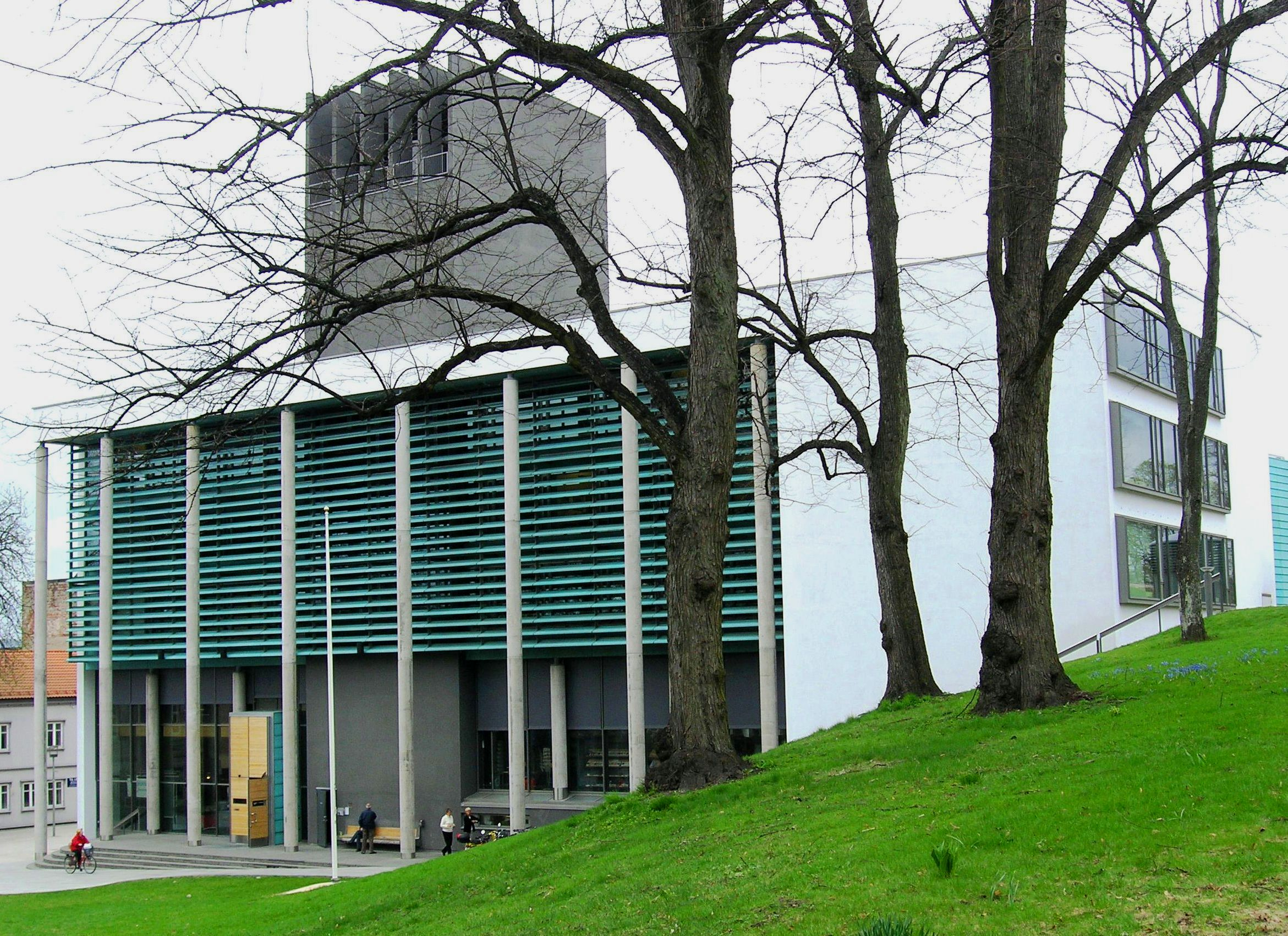
Ayuntamiento de Fredrikstad.

El gobierno municipal de Fredrikstad está integrado por un concejo (bystyret) de 53 miembros electos por voto popular cada cuatro años. De entre ellos,

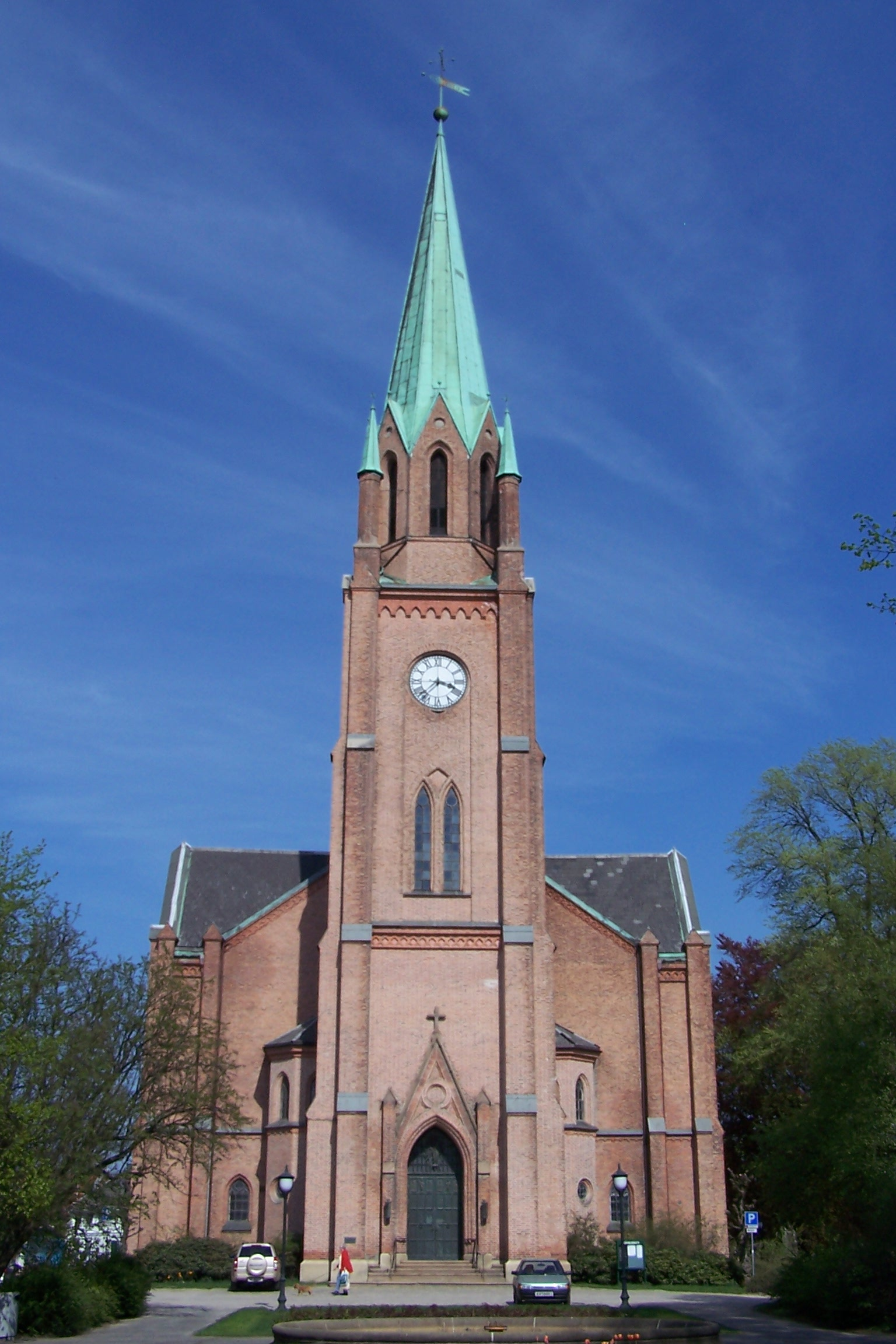
Catedral de Fredrikstad.

13 forman parte de una mesa directiva (formannskap), entre los que se encuentran el presidente y el vicepresidente municipales. La actual presidenta municipal es Jon-Ivar Nygård, afiliada al Partido Laborista. 

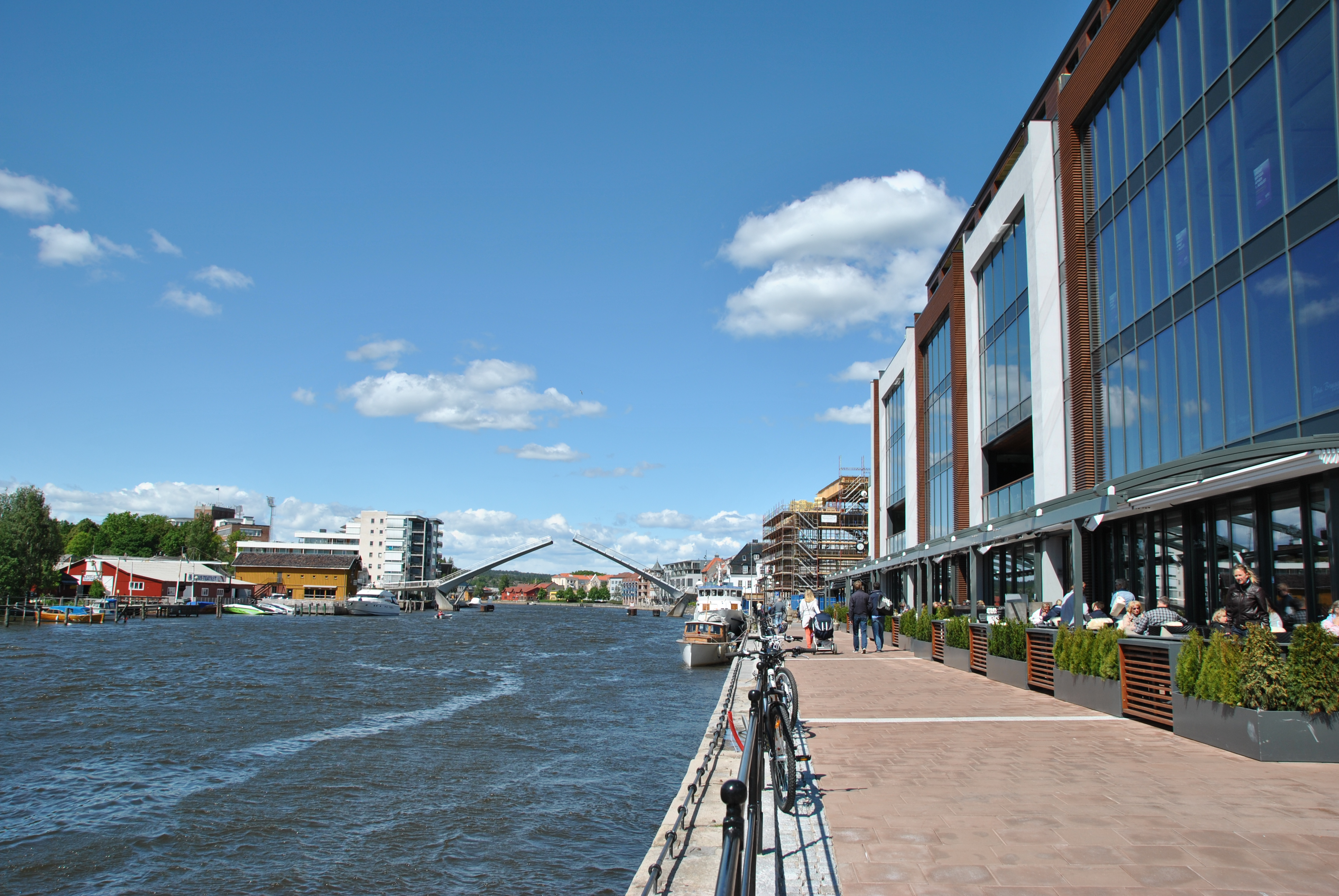
Paseo marítimo en el centro de la ciudad de Fredrikstad.

| Partido                            | Concejales | Miembros de la mesa directiva |
| ---------------------------------- | ---------- | ----------------------------- |
| Partido Laborista                  | 26         | 6                             |
| Partido Conservador                | 11         | 3                             |
| Partido del Progreso               | 7          | 2                             |
| Partido Demócrata Cristiano        | 2          | 0                             |
| Partido de la Izquierda Socialista | 2          | 1                             |
| Partido Liberal                    | 2          | 0                             |
| Partido de Centro                  | 1          | 1                             |
| Otros                              | 2          | 0                             |
| Total                              | 53         | 13                            |

## Ciudades hermanadas
- Húsavík, Islandia
- Kotka, Finlandia
- Karlskoga, Suecia
- Aalborg, Dinamarca
- San Martín, Guatemala
- Patzún, Guatemala
- Zhuzhou, Taiwán